# Lávara
Lávara är en ort i Grekland.   Den ligger i prefekturen Nomós Évrou och regionen Östra Makedonien och Thrakien, i den nordöstra delen av landet, 400 km nordost om huvudstaden Aten. Lávara ligger 25 meter över havet och antalet invånare är 1 447.
Terrängen runt Lávara är platt söderut, men norrut är den kuperad. Lávara ligger nere i en dal. Runt Lávara är det ganska tätbefolkat, med 62 invånare per kvadratkilometer. Närmaste större samhälle är Didymóteicho, 12,7 km nordost om Lávara. Trakten runt Lávara består till största delen av jordbruksmark.